# Agrotis leonina
Agrotis leonina là một loài bướm đêm trong họ Noctuidae.